# Comuna Horodeț, Volodîmîreț
Horodeț (în ucraineană Городець) este o comună în raionul Volodîmîreț, regiunea Rivne, Ucraina, formată din satele Horodeț (reședința), Svarîni și Velîhiv.

## Demografie
Componența lingvistică a comunei Horodeț
     Ucraineană (99,04%)
     Alte limbi (0,94%)
Conform recensământului din 2001, majoritatea populației comunei Horodeț era vorbitoare de ucraineană (99,04%), existând în minoritate și vorbitori de alte limbi.